# San Cosmo Albanese
San Cosmo Albanese (in Arbëresh, IPA: [ar'bəreʃ]: Striàri) ist eine von Arbëresh (IPA: [ar'bəreʃ]) gegründete  italienische Gemeinde in der Provinz Cosenza in Kalabrien mit 558 Einwohnern (Stand 31. Dezember 2023).
Die Gemeinde San Cosmo Albanese (Bashkia e Striàri) unterhält seit 2004 eine Gemeindepartnerschaft (Unione Arbëria) mit anderen vier Arbëresh-Gemeinden in der Provinz Cosenza: San Demetrio Corone, San Giorgio Albanese, Santa Sofia d’Epiro und Vaccarizzo Albanese.

## Lage und Daten
Das Gebiet der Gemeinde liegt auf einer Höhe von 407 Metern über dem Meeresspiegel und umfasst eine Fläche von vierzehn Quadratkilometern. San Cosmo Albanese liegt etwa 66 Kilometer nördlich von Cosenza. Die Nachbargemeinden sind Acri, Corigliano-Rossano, San Demetrio Corone, San Giorgio Albanese und Vaccarizzo Albanese.

## Geschichte
Ein Basilianerkloster der SS. Cosma e Damiano wurde das erste Mal im Jahre 1088 erwähnt. Albanische Flüchtlinge (Arbëresh) besiedelten im Jahre 1470 das Gebiet.

## Söhne und Töchter
- Teodoro Minisci (1907–1990), ein Abt von Santa Maria di Grottaferrata
- Giuseppe Serembe (1844–1901), Lyriker

## Sehenswürdigkeiten
- Geburtshaus von Giuseppe Serembe in Via Giuseppe Serembe 89
- Kriegerdenkmal
- Statue von Georg Kastriota Skanderbeg in Via Skanderbeg
- Mutterkirche SS. Pietro e Paolo in Via Papa Giovanni XXIII
- Griechisch-byzantinische Wallfahrtskirche SS. Cosma e Damiano in Via Santuario

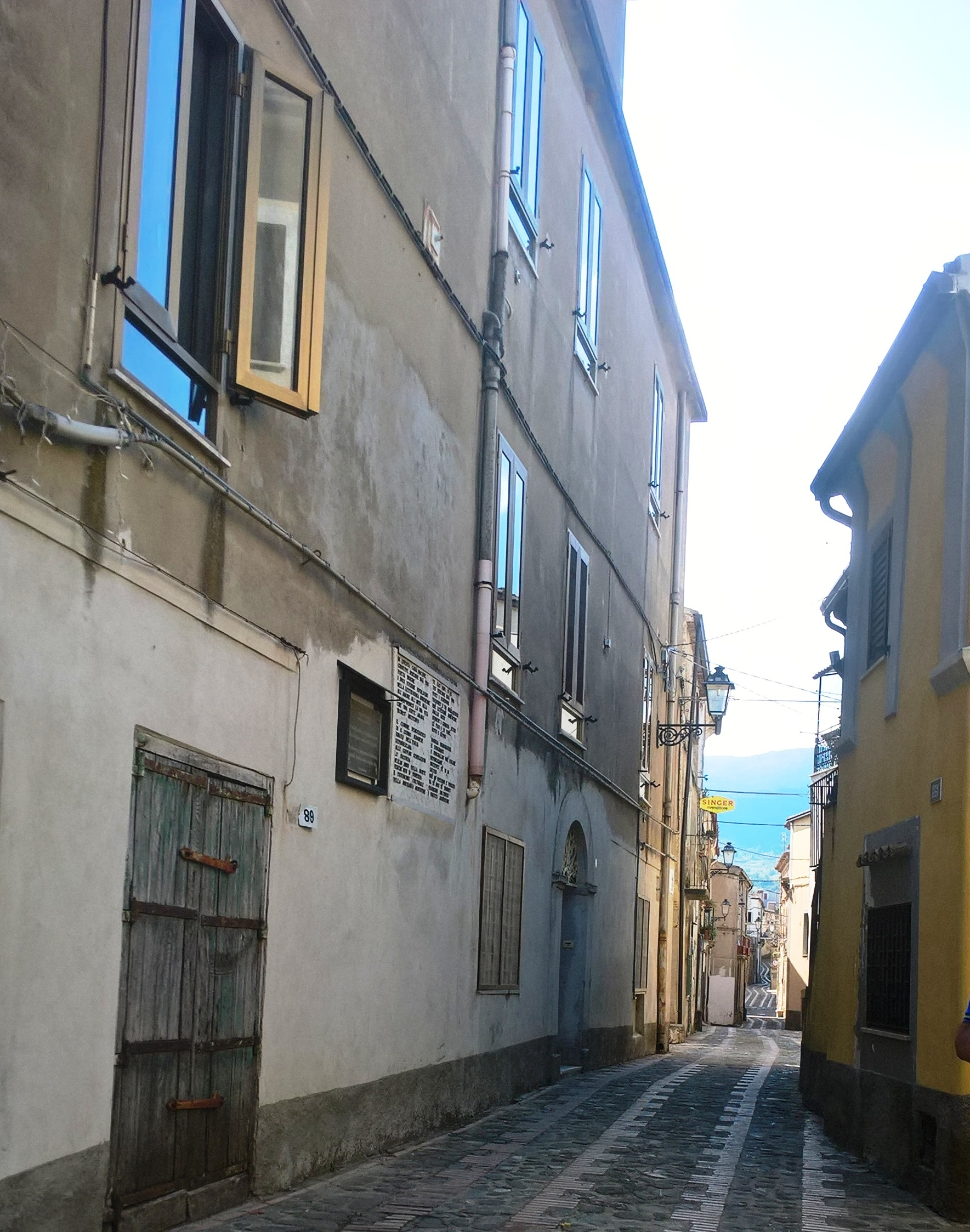
Geburtshaus Giuseppe Serembe
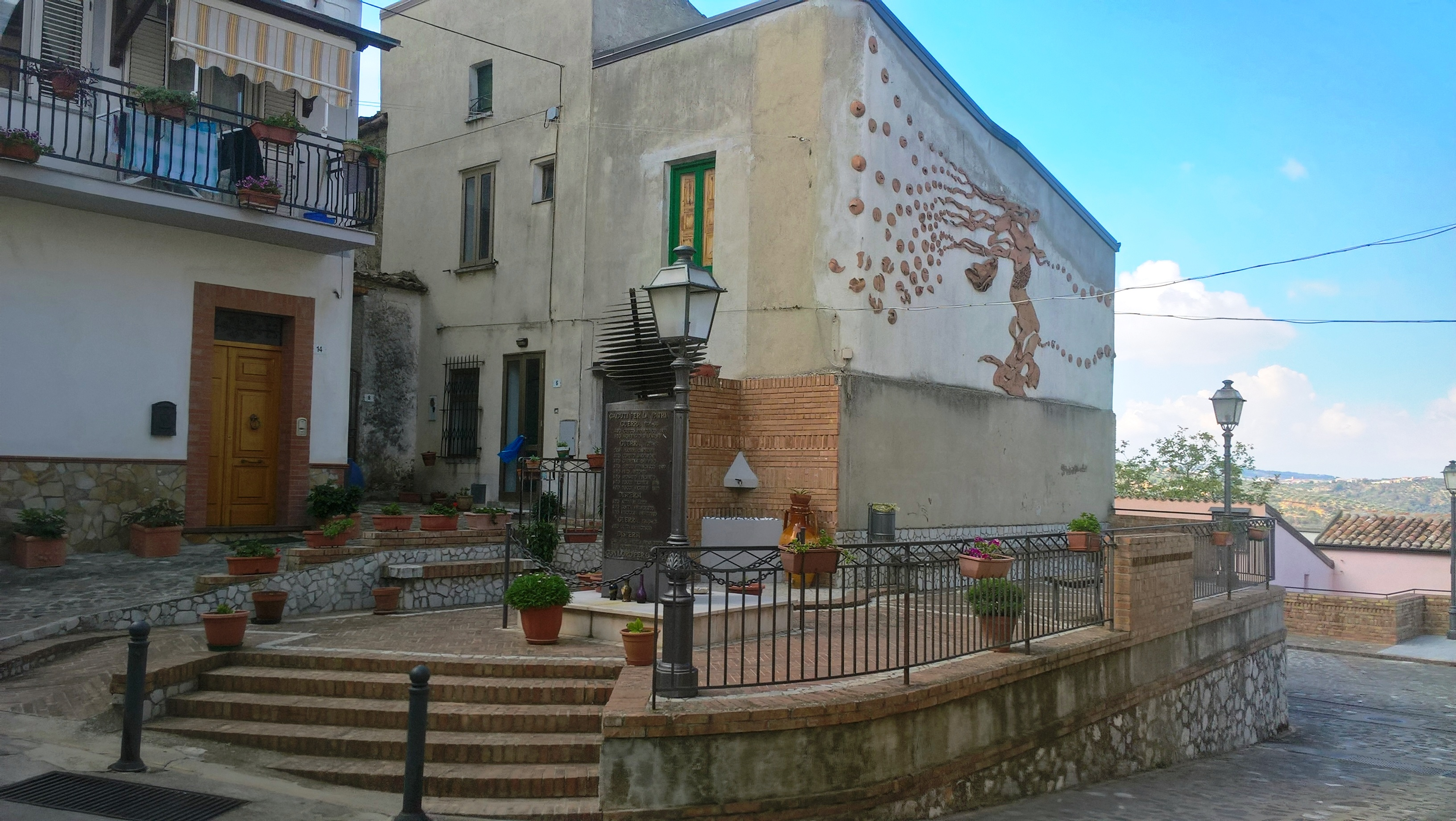
Kriegerdenkmal
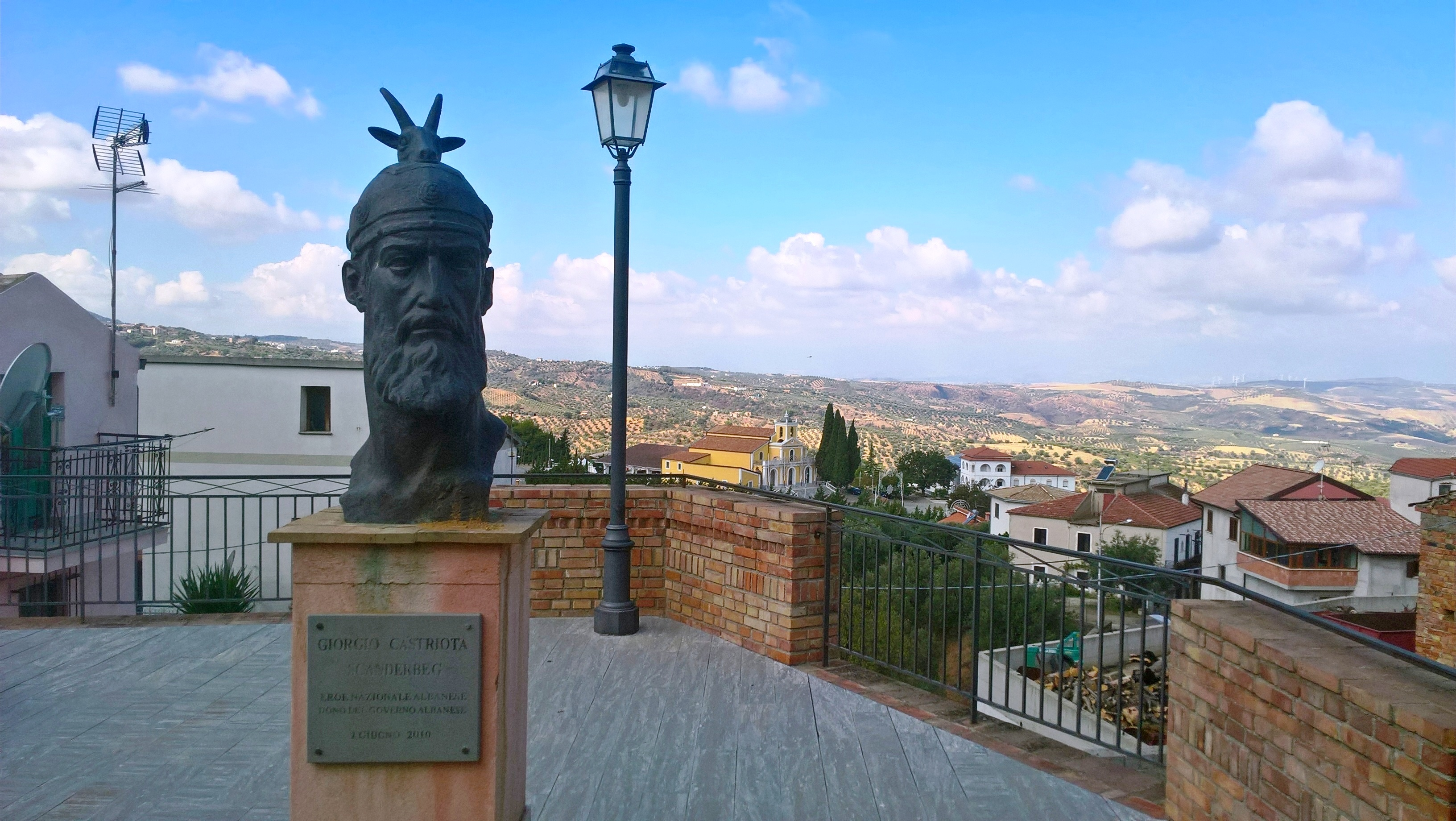
Skanderbegstatue; im Hintergrund die Wallfahrtskirche SS. Cosma e Damiano
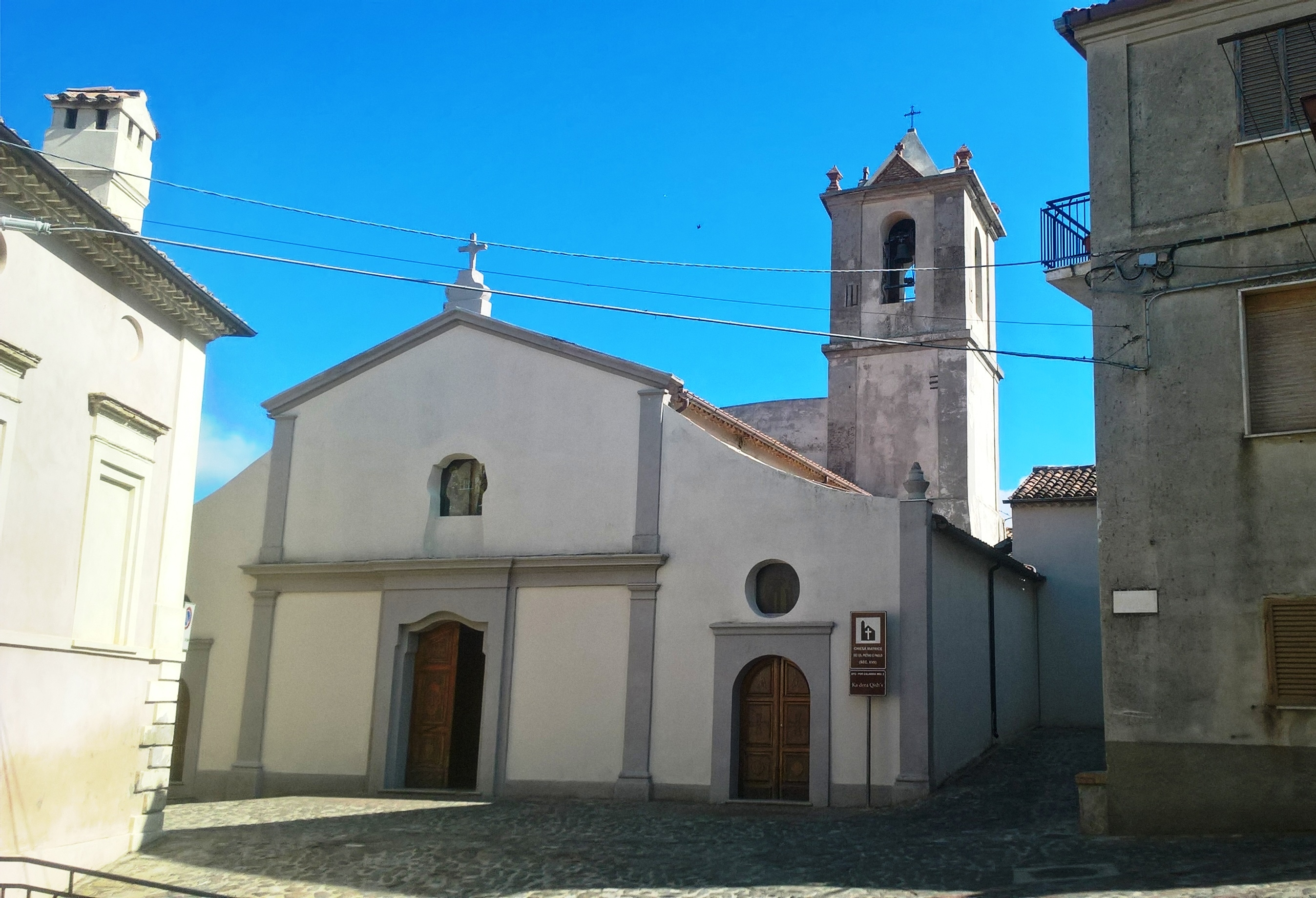
Mutterkirche SS. Pietro e Paolo
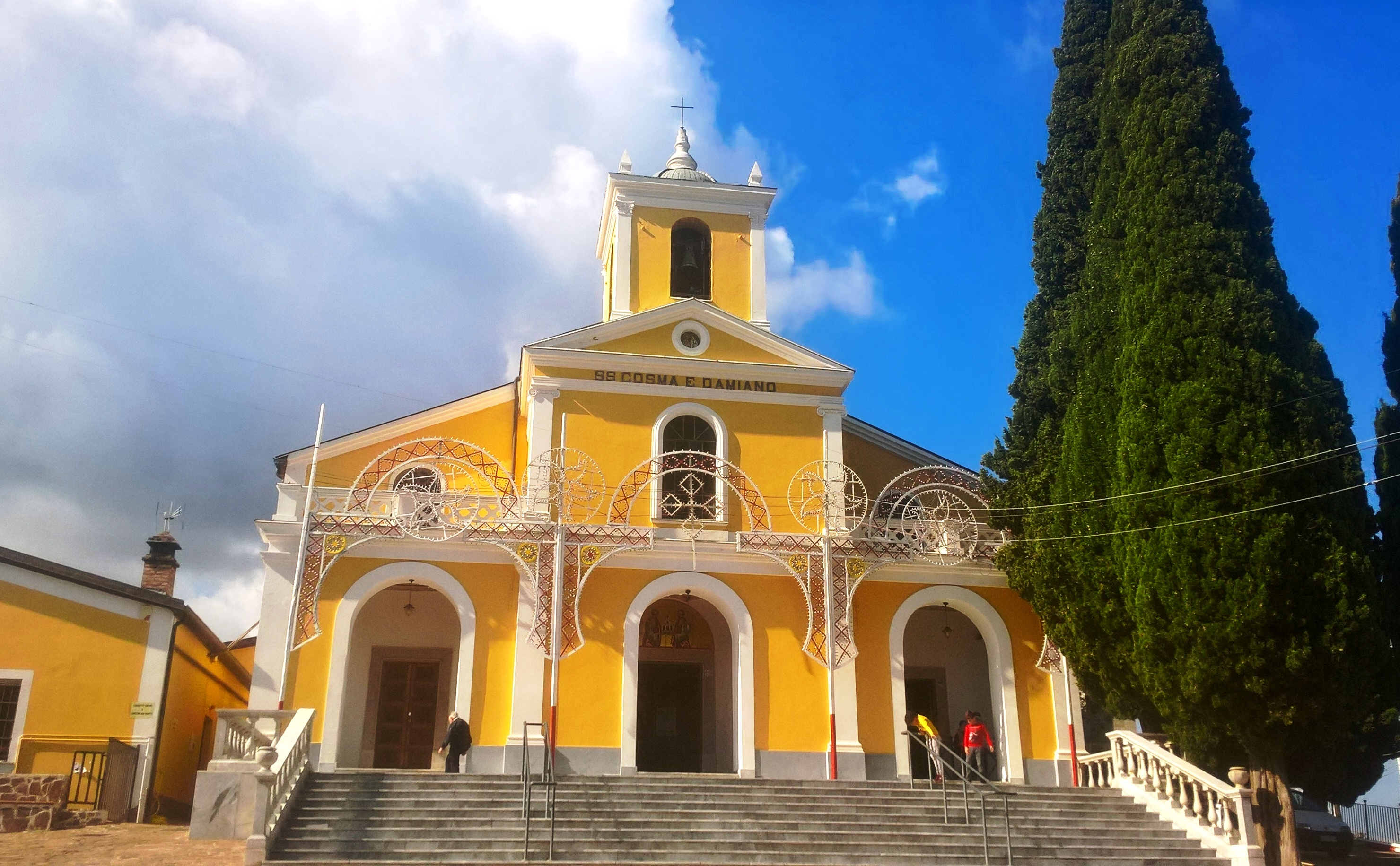
Wallfahrtskirche SS. Cosma e Damiano
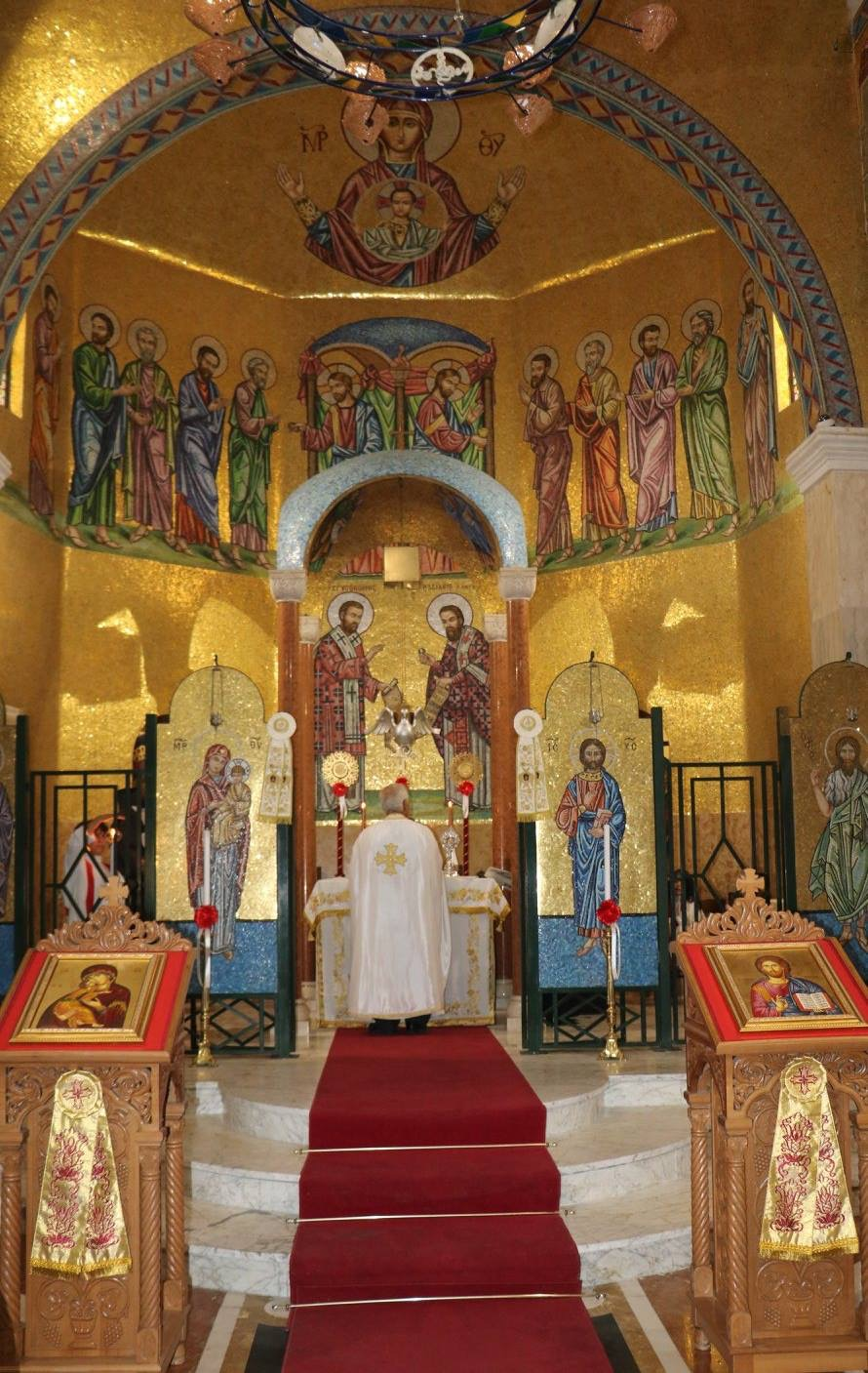
Wallfahrtskirche – Innenansicht